# Dodecàedre pentakis
En geometria, el dodecàedre pentakis és un dels tretze políedres de Catalan, dual de l'icosàedre truncat.
Es pot obtenir enganxant piràmides pentagonals a cada una de les 12 cares del dodecàedre.
Les seves 60 cares són triangles isòsceles que tenen el costat més llarg que mesura {\displaystyle {\begin{matrix}{{9-{\sqrt {5}}} \over 6}\end{matrix}}} vegades la longitud dels altres dos.

## Àrea i volum
Les fórmules per calcular l'àrea A i el volum V d'un dodecàedre pentakis tal que les seves arestes més curtes tenen longitud a són les següents:
{\displaystyle A={\begin{matrix}{5 \over 3}\end{matrix}}{\sqrt {{\begin{matrix}{1 \over 2}\end{matrix}}(421+63{\sqrt {5}})}}a^{2}}
{\displaystyle V={\begin{matrix}{5 \over 36}\end{matrix}}(41+25{\sqrt {5}})a^{3}}

## Desenvolupament pla

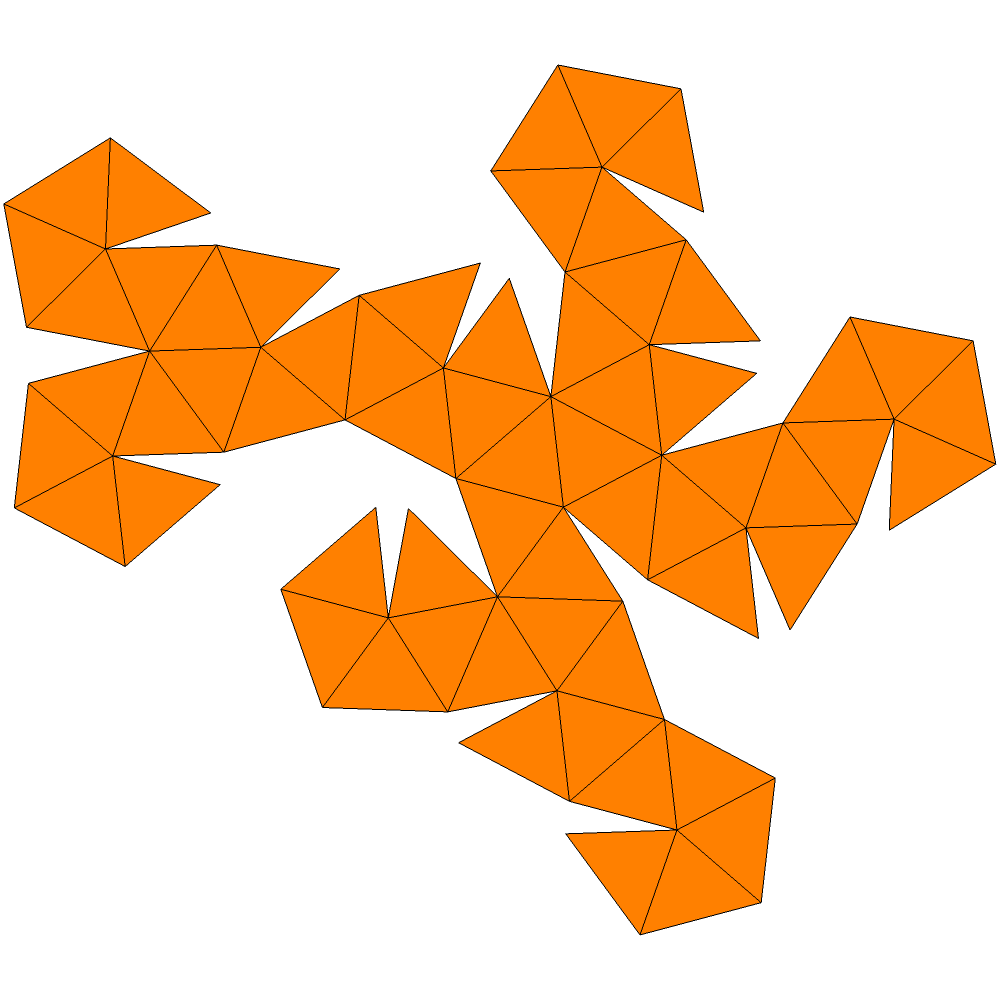
Desenvolupament pla del dodecàedre pentakis

## Simetries
El grup de simetria del dodecàedre pentakis té 120 elements, és el grup icosàedric Ih. És el mateix grup de simetria que el de l'icosàedre, el dodecàedre i el icosidodecàedre.

## Altres sòlids relacionats
Les 30 arestes més llargues del dodecàedre pentakis i els 20 vèrtex en què concorren, és a dir els vèrtexs en què hi concorren 6 cares, són arestes i vèrtex d'un dodecàedre. Els altres 12 vèrtex del dodecàedre pentakis són vèrtex d'un icosàedre.